# إينغفار سفينسون
إينغفار سفينسون (بالسويدية: Ingvar Svensson)‏ هو سياسي سويدي، ولد في 30 أبريل 1944 في السويد. حزبياً، نشط في الديمقراطيون المسيحيون. وقد انتخب عضو البرلمان السويدي ‏.